# 小林幸史
小林 幸史（こばやし ゆきひと、本名同じ、1978年5月8日 - ）は、愛知県豊田市出身の日本の俳優。身長173cm。血液型はA型。

## 来歴・概要
- 愛知県立豊野高等学校卒業後、東京へ移住。上京し、大田区の養成所で演技を学びながら、TV、CM、PV、舞台と幅広く出演。2004年日本の俳優養成所UPSアップスアカデミーに入学し、ニューヨーク「アクターズ・スタジオ」の俳優教育システム「メソッド」を基礎とした演技を学ぶ。2005年12月にUPSアップスアカデミー卒業公演にて80歳の執事役を演じ、映画俳優へと道を進めている。

## 出演

### テレビ
- ビートたけしのTVタックル
- たけしさんま世界超偉人伝説
- 金曜テレビの星!
- そっくりグランプリ（草彅剛/チョナン・カン似として出演）
- CHANGE（ドラマ）

### 映画
- 戦国自衛隊1549
- スターフィッシュホテル（2006年、ファントム・フィルム）
- Waiting for the Sun- 天気待ち

### CM
- 公明党 選挙CM（1998年）

### 舞台
- ロックンロールララバイ（1999年）
- ユニットJUNK/#.Stage05『抱く何かに対しての。』（2000年）
- 木曽義仲（2001年）
- ユニットJUNK/#.Stage07『在る優しみの距。』（2002年）
- ユニットJUNK/#-Stage09ライブイベント「ZIGODRA II」（2003年）
- STRAYDOGプロデュース公演「悲しき天使」ロングラン（2005年）
- UPSアップスアカデミー「兆し」（2005年）

### アフレコ
- PETE&PETE

### VP
- PHP研究所
- 三共
- 日経VP